# Кашан (Волжка България)
Вижте пояснителната страница за други значения на Кашан.
Кашан (Татарска кирилица: Кашан, на латински: Qaşan) е средновековен град на Волжка България, на десния бряг на река Кама от 12 до 15 век.
През 12 и 13 век е един от административните и политически центрове в областта на Долна Кама във Волжка България.
През 14 век става столица на Кашанското княжество. През 1391 е унищожен от ушкуните, руски речни пирати и после през 1399 от войските на Московското княжество.
Руините са разположени близо до днешното село Шуран в област Лаишевски в Татарстан.